# Poggea
Poggea é um género botânico pertencente à família Achariaceae.

## Espécies
| - Poggea alata - Poggea gossweileri - Poggea kamerunensis - Poggea klaineana | - Poggea longepedunculata - Poggea ovata - Poggea stenura |